# Пушкін на Дону
Російський письменник Олександр Пушкін тричі побував на Дону.

## Історія перебування на Дону

### 1820 рік
У травні 1820 року за волелюбні вірші та епіграми на царя Олександра I і його наближених Олександр Сергійович Пушкін був висланий в південноросійське місто Катеринослав. Хворого поета тут розшукала сім'я героя Вітчизняної війни 1812 року генерала Миколи Миколайовича Раєвського і з дозволу начальника Пушкіна генерала Інзова взяла з собою для лікування на Кавказ.
Виїхавши з Катеринослава 28 травня 1820 року, мандрівники два дні потому вже в'їжджали в Таганрог. Поселив їх у своєму просторому будинку на Грецькій вулиці місцевий градоначальник Петро Опанасович Папков. 31 травня Раєвські і Пушкін на каретах виїхали в Ростов-на-Дону. Їхали мимо руїн турецької фортеці Лютик на Мертвому Дінці, повз знаменитого міста-легенди— Танаїсу.
У Ростові гості оглянули залишки фортеці Дмитра Ростовського. Через годину мандрівники виїхали з Ростова і, проїхавши кілометр, потрапили на вулиці галасливого і багатого міста Нахічевань, заснованого в 1779 році переселеними з Криму вірменами. Їх вабить жагою нових відчуттів і пізнання, Пушкін довго тинявся по базару, дивуючись його східній пишності, оригінальності осіб та одягом людей.
В середині дня сіли в карети і придонською дорогою через глибоку Кизитеринську балку рушили в станицю Аксайскую. Проїхавши Кобяково городище, де за переказами нудився в полоні князь Ігор Новгород-Сіверський, в сутінках 31 травня під'їхали до аксайской поштово-ямщицької станції. Розмістившись в номерах другого поверху, генерал Раєвський послав у Новочеркаськ кінно-нарочного козака з запискою. у якій сповіщав свого знайомства, військового отамана Андріана Карповича Денисова про свій приїзд на наступний день в козацьку столицю.
Вранці Пушкін і Раєвський виїхали на каретах і за великим поштово-ямщицкому тракту Ростов — Новочеркаськ, через південну арку, в'їхали в козацьку столицю.
Назад в Аксай поверталися на човні. На наступний день, 2 червня, на шлюпці вирушили в «старе гніздо козацтва» — станицю Старочеркаську. Вони обійшли всю станицю, оглянули її визначні місця і пам'ятки козацької старовини. Повних яскравих вражень поверталися мандрівники в Аксай.
Переправившись на лівий берег Дону, мандрівники продовжили свій шлях на Кавказ, проїхавши ще двісті верст по донський землі через станиці Махинскую, Кагальницкую, Мечетинскую, Єгорликську.

### 1829 рік
Другий раз Пушкін відвідав Дон у 1829 році, виїхавши на початку травня на Кавказ, де йшла війна з Туреччиною. Діставшись до Новочеркаська, поет зупинився в одноповерховому дерев'яному будинку поштово-ямщицької станції на Отаманській вулиці. Тут він зустрів свого старого приятеля, графа Володимира Олексійовича Мусіна-Пушкіна, який прямував у Петровський піхотний полк на Кавказ. Вирішили їхати разом, а поки чекав грошового переказу Олександр Сергійович кілька днів прожив у будинку козака Ст. Ст. Золотарьова на вулиці Горбатій. Через деякий час приятелі виїхали з Новочеркаська в станицю Аксайську. Помінявши тут коней, Пушкін з графом переправилися на поромі на лівий берег Дону. Вже знайомим поетові поштовим трактом, крізь бурхливу радісним весняним різнобарв'ям степ, мандрівники вирушили на Кавказ.
Повертаючись з Кавказу, Пушкін відвідав донську землю третій раз. 19 липня 1829 року, покинувши Арзрум, Олександр Сергійович по Військово-Грузинській дорозі рушив додому. Через кілька днів шляху гористу місцевість змінив степ. До Аксаю Пушкін, якого супроводжував городничий Сарапула Василь Андрійович Дуров, приїхали під вечір.
Вранці наступного дня поет з Дуровим виїхав за Ростовському тракту в Новочеркаськ. І знову — Платовский проспект, знову — знайома поштова станція. Тут Пушкіна чекала неприємність: щасливий картяр Дуров виграв у нього п'ять тисяч рублів і попросив негайно сплатити борг. У поета такої суми в наявності не виявилося, але його врятував військовий отаман Дмитро Юхимович Кутейников, посів Пушкіну необхідну суму. Через кілька днів, отримавши гроші з Москви, Олександр Сергійович Пушкін назавжди залишає донську землю.

## Творчість
У своїх віршах і прозових творах він багато сторінок присвятив Дону, козацтву, написавши, між іншим, не дійшовшу до нас поему про Степана Разіна, «єдиному поетичному особі російської історії», історичне дослідження і повість про Омеляна Пугачова, козака станиці Зимовейської. В його творчості згадуються і Єрмак, Булавін, отаман Фрол Мінаєв, отаман початку Смутного часу Корела, знаменитий козацький похідний отаман Іван Краснощеков і багато інші відомі і маловідомі герої донського козацтва.
Вперше відвідавши донську землю в 1820 році, Пушкін проїжджав повз руїни турецької фортеці Лютик на Мертвому Дінці, повз знамените місто-легенду Танаїс. Багато дослідників творчості Пушкіна кажуть, що саме тут побачив Пушкін і Лукомор'я з дубом зеленим і ланцюгом златою, і хатинку на курячих ніжках, що пізніше увійшли до вступу поеми «Руслан і Людмила».
Останнє відвідування Дону — коли А. С. Пушкін повертався з Кавказу в 1829 році. Багато краєзнавців, дослідників творчості Пушкіна і обставин перебування на Дону (А. Н. Скрипів, В. П. Гнутов, Плевакін) вважають, що саме в ці дні Пушкін написав свій вірш «Дон».
Йому поставлений пам'ятник роботи Р. А. Шульца на Пушкінській вулиці в Ростові-на-Дону. У Аксаї щорічно проводяться Пушкінські свята, «Пушкінські товариства» активно діють в Ростові, Азові, Таганрозі, Аксаї, інших містах і станицях Дону. Його ім' носять вулиці і бібліотек багатьох міст і станиць Ростовської області.